# Pré des Archers
Le pré des Archers (ou place de la Foire ou pré de la Foire) est un espace public urbain de la commune française de Thiers dans le département français du Puy-de-Dôme.

## Situation et accès
La place est la plus grande place urbaine d'Auvergne avec plus de 34 500 m2 de superficie, dépassant la place de Jaude de Clermont-Ferrand et ses 27 800 m2. La longueur de la place avoisine les 220 m alors que sa largeur dépasse un peu les 150 m.
La place est liée à deux parcs : le parc de l'Orangerie (15 000 m2) et le parc du Breuil (25 000 m2). L'ensemble urbain dépasse les 75 000 m2.

## Historique
Au Moyen Âge, le pré en place servait de foirail au même titre que le foirail de la Salle Espace en Ville-haute. Durant les années 1970, le pré est aménagé et un sol en terre est mis en place. Seule une partie du pré est gardée intacte avec du gazon et des arbres. La « foire au pré », qui existait déjà depuis plusieurs siècles utilise toujours cet espace aménagé.

## Bâtiments remarquables et lieux de mémoire

### Utilisations
La place publique est utilisée pour plusieurs événements. Le premier est la « foire au pré », foire ancestrale qui a lieu à cet endroit depuis le XIIIe siècle, si ce n'est plus. La place est aussi utilisée pour des brocantes, pour la fête du printemps, pour le tir-à-l'arc et pour la venue de cirques.